# Geno Silva
Geno Silva, född 20 januari 1948 i Albuquerque, New Mexico, död 9 maj 2020 i Los Angeles, Kalifornien, var en mexikansk-amerikansk skådespelare som var verksam mellan 1974 och 2007. Han är förmodligen mest känd för att ha gestaltat lönnmördaren The Skull i Brian De Palmas film Scarface från 1983.

## Filmografi
Källa: 

### Filmer
| År   | Titel                             | Roll               |
| ---- | --------------------------------- | ------------------ |
| 1974 | Thomasine & Bushrod               | Taffy              |
| 1978 | Flykten från strafflägret         | Tonto              |
| 1979 | Wanda Nevada                      | Apache Ghost       |
| 1979 | 1941 – Ursäkta, var är Hollywood? | Martinez           |
| 1981 | Zoot Suit                         | Galindo            |
| 1983 | Scarface                          | The Skull          |
| 1988 | Tequila Sunrise                   | Mexikansk polis    |
| 1989 | Ett odjur till morsa              | Dr. Rod Rodriguez  |
| 1991 | Night Eyes 2                      | Luis               |
| 1993 | Geronimo                          | General Carbinsco  |
| 1997 | The Lost World: Jurassic Park     | Sjökapten          |
| 1997 | Amistad                           | Ruiz               |
| 2001 | Mulholland Drive                  | Hotellchef / Emcee |
| 2003 | A Man Apart                       | Memo Lucero        |
| 2007 | Tortilla Heaven                   | Don Transito       |

### TV
Ett urval av hans TV-roller
| År   | Titel                         | Roll                         |
| ---- | ----------------------------- | ---------------------------- |
| 1977 | Familjen Macahan              | Red Hawk                     |
| 1982 | Fantasy Island                | Claude                       |
| 1984 | T.J. Hooker                   | Jensen                       |
| 1984 | Mickey Spillane's Mike Hammer | Dave                         |
| 1986 | The A-Team                    |                              |
| 1986 | Spanarna på Hill Street       | Robledo                      |
| 1987 | Hunter                        | Miguel Ortiz                 |
| 1988 | Miami Vice                    | Rojas                        |
| 1991 | MacGyver                      | Pablo Delsora                |
| 1992 | Mord och inga visor           | Polischefen Quezada          |
| 1996 | Walker, Texas Ranger          | El Coyote                    |
| 1996 | Spejaren                      | Hector Carasco               |
| 2004 | Alias                         | Diego Machuca                |
| 2005 | Star Trek: Enterprise         | Senator Vrax                 |
| 2005 | Into the West                 | Padre Jose Bernadino Sanchez |